# Hughes Félicité Robert de Lamennais
Félicité Robert de Lamennais (La Mennais) (Saint-Malo, 19 juni 1782 – Parijs, 27 februari 1854) was een Frans katholiek priester, filosoof en politiek schrijver.

## Levensloop
Hij werd geboren in Saint-Malo. De originele familienaam was La Mennais. Félicité was een van de zes zonen van Pierre Robert de la Mennais, een welgestelde zakenman, en Gratienne Lorin. Hij was voorbestemd om, net als zijn vader, handelaar te worden. In 1787 stierf zijn moeder en de opvoeding van Félicité en zijn broer Jean-Marie werd toevertrouwd aan een oom, Robert des Saudrais. De twee jongens trokken in bij hun oom, op het domein La Chênaie. Daar treffen ze een zeer uitgebreide bibliotheek aan met werken van onder andere Jean-Jacques Rousseau en Blaise Pascal. Félicité bracht heel wat tijd door in de bibliotheek en ontwikkelde een grote interesse voor de boeken die hij daar vond.
De Franse Revolutie had talrijke priesters verplicht het land te verlaten of onder te duiken. Een van die priesters, Abbé Vielle, vond onderdak bij de familie de la Mennais. Félicité assisteerde de priester bij het opdragen van de mis en ontwikkelde een grondige hekel aan de revolutie. Door het lezen van de vele boeken, zonder kerkelijke begeleiding, was hij in eerste instantie bevooroordeeld ten aanzien van het christelijk geloof en weigerde hij zijn Eerste Communie te doen. De invloed van zijn broer Jean-Marie, die priester werd gewijd in 1804 en later vicaris-generaal van Rennes, hielp hem om zijn christelijke geloof te herstellen. Uiteindelijk stemde Félicité op zijn 22e toe om zijn Eerste Communie te doen. Datzelfde jaar besliste hij om zijn leven te wijden aan de Rooms-Katholieke kerk.

### 1806
In 1806 startte hij, onder leiding van zijn broer Jean-Marie, zijn studies. In 1808 verscheen het boek Réflexions sur l’état de l’Eglise de France pendant le dix-huitième siècle et sur la situation actuelle, een boek dat Félicité, samen met zijn broer had voltooid. Het boek werd echter door de politie in beslag genomen omdat vele inzichten ingingen tegen het keizerlijk bestuur. Na de val van het keizerrijk werd het opnieuw uitgegeven. In 1811 werd Lamennais benoemd tot professor aan het College van Saint-Malo, waar hij wiskunde onderwees. Toen het college, op keizerlijk bevel gesloten werd, keerde Lamennais naar La Chênaie terug. In 1814 voltooide hij, in samenwerking met zijn broer, La tradition de l’église sur l’institution des évêques. Een werk dat zijn oorsprong vond in de benoeming door Napoleon van kardinaal Maury tot aartsbisschop van Parijs. Lamennais veroordeelde het Gallicaans principe welke bisschoppen toelaat de sanctie van de paus niet te eerbiedigen. Hij stelde dat de bisschopsbenoeming enkel aan Rome toekomt.
Tijdens de Honderd Dagen ging Lamennais naar Londen. Hij kon er overleven door het geven van lessen Frans in een school, opgericht door Abbé Jules Carron. In 1815 keerde hij naar Parijs terug. Hij bleef bevriend met Abbé Carron, die eveneens naar Frankrijk was teruggekeerd. Hij volgde de raad op van zijn broer Jean-Marie en van Abbé Carron en liet zich op 9 maart 1817 tot priester wijden. Eind 1817 verscheen het eerste deel van zijn boek Essai sur l’indifférence en matière de religion. Het tweede deel verscheen in 1820 en de twee laatste delen werden voltooid in 1823. Hij maakte hierin een diagnose van de religieuze situatie in Frankrijk. Hij veroordeelde scherp de religieuze onverschilligheid en benadrukte de sociale functie van de religie.
Van 1818 tot 1820 werkte hij mee aan Le Conservateur, een blad opgericht door François René. De publicatie werd stopgezet in 1820, toen na de moord op de Duc de Berry de perscensuur opnieuw werd ingevoerd. Met Louis de Bonald, Alphonse de Lamartine, Charles Nodier en andere medewerkers richtte hij in 1820 het blad Le Défenseur op. In 1824 stichtte hij het maandblad Mémorial catholique waarin hij kritiek gaf op de religieuze politiek van de regerende Bourbons en tegen het gallicanisme.

### 1828

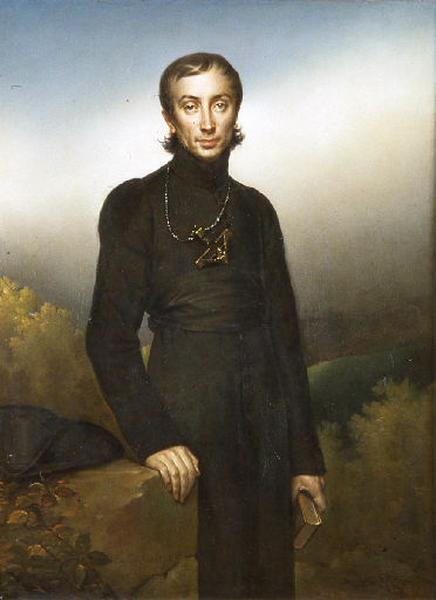
Portret door Paulin Guérin omstreeks 1828

In 1828 richtte hij de Congrégation de Saint-Pierre op, met de bedoeling het vormen van geleerde geestelijken die een antwoord zouden kunnen geven op de aanvallen van de filosofen en om het gezag van de paus in Frankrijk te herstellen. Hij begon een campagne tegen het gallicanisme en de antichristelijke filosofie. Heel snel werd hij de bekendste Franse geestelijke van die tijd en voor een lange periode werd hij de verdediger van het ultramontanisme in Frankrijk. Hij geloofde dat de Kerk geen echte vrijheid kon hebben onder een koninklijk gezag en vond dat vrijheid van meningsuiting en vrijheid van pers zeer belangrijk waren.
Lamennais raakte behoorlijk geïrriteerd door de kritieken op zijn Essai. Om een antwoord te kunnen geven op deze kritieken, en in de overtuiging dat er geen fouten stonden in het Essai, stuurde hij dit naar Rome. Het werk werd door drie theologen onderzocht en Lamennais kreeg een formele goedkeuring van Paus Leo XII. Lamennais ging naar Rome, op verzoek van de paus. Hij kreeg een functie aangeboden bij het Vaticaan, doch weigerde.
Bij zijn terugkeer in Frankrijk nam hij een vooraanstaande plaats in in het politieke werk. Samen met Chateaubriand, Burggraaf de Villèle werd hij medewerker aan Le Conservateur. Toen Chateaubriand chef van de aanhangers van het absolute monarchisme werd, verbrak Lamennais alle banden en startte twee rivaliserende organen: Le Drapeau blanc en Le Memorial catholique. Een aantal minder belangrijke werken en de La religion considérée dans ses rapports avec l'ordre civil et politique (2 vol. 1825-1826), behoedden hem voor verlies van zijn bekendheid.
Lamennais trok zich terug in La Chênaie en, omringd door briljante leerlingen zoals Charles de Montalembert, Henri-Dominique Lacordaire en Maurice de Guérin, wilde hij een georganiseerde groep oprichten om de Franse geestelijkheid ervan te overtuigen de band met de overheid te verbreken. Hij was ervan overtuigd dat Rome zijn standpunt steunde en nam een harde en vastberaden houding aan voor de Gallicaanse Kerk. Lamennais werd ziek en ging naar de Pyreneeën om te herstellen. In 1827 keerde hij naar La Chênaie terug.

### L'Avenir
Les Progrès de la revolution et de la guerre contre l'église verscheen in 1828 en onthult zijn volledige verloochening van de koninklijke principes. Hij droomde van een theocratische democratie. Om zijn standpunten kracht bij te zetten richtte hij, samen met Montalembert en Lacordaire, L'Avenir op. Het eerste nummer verscheen op 16 oktober 1830. Dit nummer was zeer democratisch. Lamennais vroeg universele vrijheid van geweten, vrijheid van onderricht, persvrijheid. Hij eiste godsdienstvrijheid zodat de liberale christenen hun idee over scheiding van Kerk en staat konden ontwikkelen. In die periode ging hij ook zijn naam op democratische manier schrijven: Lamennais.
Met de hulp van Montalembert, richtte hij het Agence générale pour la défense de la liberté religieuse op. Dit werd een wijdverbreide organisatie met vertegenwoordigers over het hele land. Alle overtredingen van godsdienstvrijheid werden genoteerd en aan het hoofdkwartier gerapporteerd. De conservatieve bisschoppen controleerden de verspreiding van L’Avenir. Lamennais, Montalembert en Lacordaire onderbraken, voor een tijdje, deze activiteiten en gingen in november 1831 naar Rome om de goedkeuring van paus Gregorius XVI te verkrijgen.
De “vrijheidspelgrims” werden, na enige tegenstand, ontvangen door de paus. Voorwaarde was dat er over het doel van hun bezoek aan Rome niet zou gesproken worden. Een ontgoocheling voor Lamennais, Montalembert en Lacordaire. Een paar dagen na de audiëntie bij de paus ontvingen ze een brief van kardinaal Pacca. Hierin werd hun verzocht Rome te verlaten. Tevens werd gemeld dat de paus voorlopig geen antwoord zou geven op hun verzoek tot goedkeuring van het Essai. Lacordaire and Montalembert verlieten Rome. Lamennais bleef er, doch zijn laatste hoop op goedkeuring verdween door de brief van Gregorius XVI aan de Poolse bisschoppen. Hierin werden de Poolse opstandelingen veroordeeld en werd de tsaar bevestigd als hun wettige vorst.

### Mirari vos
In 1832 ontving Lamennais, in München, de encycliek Mirari Vos. Hierin werd zijn zienswijze veroordeeld. De paus stond hieromtrent onder grote druk van Frankrijk en Oostenrijk en ook zijn Pauselijke Staten werden bedreigd door de Italiaanse nationalisten die zich beriepen op de liberale principes.
Het Agence en L’Avenir werden opgedoekt na deze encycliek die Lamennais beschouwde als een dicipilinaire sanctie. Lamennais en zijn twee vrienden voelden zich diep gekwetst. Ze trokken zich terug in La Chênaie. Zijn geniale en profetische inzichten hadden de ganse Rooms-Katholieke Kerk tegen hem ingenomen en zij, voor wie hij het meest had gevochten, waren de ergste tegenstanders.
In 1834 verscheen, door tussenkomst van Sainte-Beuve, het beroemde Paroles d'un croyant, een boek vol geweld en klachten. Hij vermeldt zijn ontgoocheling met de wereld en lanceert een oproep voor vrijheid in de Kerk. Het onderstreept tevens zijn breuk met de Kerk. In zijn encycliek Singulari Nos van 25 juni 1834 veroordeelde paus Gregorius XVI Lamennais en zijn boek nu wel bij naam. Hij schreef: "Een boek, klein van gestalte, maar groot in zijn perversiteit”.
Lamennais kwam op 9 april 1835 via zijn vrienden Fleury, Arago en Liszt in contact met George Sand. Hij werd benoemd tot president van de Société de la solidarité républicaine, een organisatie die in twee weken tijd een half miljoen aanhangers telde. De revolutie van 1848 kreeg de sympathie van Lamennais. Hij richtte Le Peuple constituant op doch was genoodzaakt dit te stoppen op 10 juli. "Zwijgen is voor de armen", was zijn opmerking. Hij werd hoofd van La Revolution démocratique et sociale, welke organisatie eveneens het zwijgen werd opgelegd. De staatsgreep van Napoleon III in 1851 maakte een einde aan alle hoop op vrijheid. Tot aan zijn dood, op 27 februari 1854, hield Lamennais zich bezig met een vertaling van Dante. Hij weigerde zich met de Kerk te verzoenen en werd, volgens zijn eigen richtlijnen zonder kerkelijke ceremonie, begraven op het kerkhof van Père-Lachaise in Parijs.
Félicité Lamennais was een leidend katholiek denker en de eerste voorstander van een liberaal katholicisme. Tevens was hij een voorstander van een sociaal katholicisme. Zijn strijd voor de verzoening tussen het katholicisme en het liberalisme leidde tot zijn breuk met de Kerk. Kerk en theologie hielden er het woord mennaisisme (mennaisistisch) aan over.

## Werken
- 1808 – Réflexions sur l’état de l’Eglise de France pendant le dix-huitième siècle et sur la situation actuelle
- 1814 – Tradition de l’église sur l’institution des éveques.
- 1817 – Essai sur l’indifférence en matière de religion. (deel 1)
- 1820 – Essai sur l’indifférence en matière de religion. (deel 2)
- 1823 – Essai sur l’indifférence en matière de religion. (deel 3 en 4)
- 1825/1826 – La religion considérée dans ses rapports avec l'ordre civil et politique. (2 delen)
- 1828 – Les Progrès de la revolution et de la guerre contre l'église.
- 1834 – Paroles d'un croyant.